# هاجر في الإسلام
السيدة هَاجَر هي أم النبي إسماعيل أكبر أولاد النبي إبراهيم الذي من نسله النبي مُحَمَّد بن عَبْد الله ﷺ، وهي أول من ثقبت أذنها وأطالت ذيلها من النساء. كانت إحدى الأميرات المصريات ثم أُسِرَت فصارت جارية لسارة زوج النبيِّ إبراهيم، ثم أهدتها له فتزوَّجها، وولدت له إسماعيل ثم انتقل بها إلى مكة، وقد أنقذها الله وابنَها بأن أخرج لهم ماء زمزم.

## نشأتها
كانت هاجر قبطية من ‌قبط ‌مصر، من قرية يقال لها: أمّ العرب نحو الفرما.

## زواجها من النبي إبراهيم
لما ذهب إبراهيم إلى الأراضي المِصرية كان هُناك أحد الملوك الطُغاة، فلما رأى أحد أعوانه السيدة سارة ذهب إليه، وقال له: «هاهنا رجل معه امرأة من أحسن النساء»، فأرسل الملك هذا إلى النبي إبراهيم، وسأله عن السيدة سارة، فقال: «أختي»، وبعدها ذهب إلى السيدة سارة، فقال: «يا سارة، ليس على وجه الأرض من مؤمن غيري وغيرك، وإنَّ هذا سألني فأخبرته أنك أختي، فلا تكذبيني»، فأرسل الملك إلى السيدة سارة، فلما أخذ يتناولها بيده أُخِذَ، فقال: «ادعي الله لي ولا أضرك»، فدعت له فعاد سليمًا، ثم حاول أن يتناولها مرة أخرى، فحدث أنه أُخِذَ مرة أُخرى، وطلب منها أن تدعو له مرة أُخرى، فتركها وشأنها، وأعطاها السيدة هاجر، فذهبت السيدة سارة إلى النبي إبراهيم ومعها السيدة هاجر، ثم رحلوا إلى بيت المقدس، فأخبرت السيدة سارة النبي إبراهيم أن يتزوج هاجر حتى يرزقه الله بولد، فتزوجها، وأنجبت له النبي إسماعيل.

## ذهابها إلى مكة المُكرمة
بعد أن أنجبت هاجر النبي إسماعيل أوحى الله إلى النبي إبراهيم أن ينتقل بزوجته وابنه إلى مكة المكرمة حيث يوجد بيت الله المُحرم، فتركها في مكان فوق زمزم في أعلى المسجد، وترك لهما بعض الزاد من التمر والماء ثم عاد النبي إبراهيم، وتركهما، فتتبعته السيدة هاجر، وسألته لما تركها وابنها هُنا، فسألته أأمرك ربك بهذا؟ فقال لها: نعم، فقالت: «إذًا فلن يضيعنا الله»، وبعد أن سار النبي إبراهيم قليلًا دعا لهما قائلًا: ﴿رَبَّنَا إِنِّي أَسْكَنْتُ مِنْ ذُرِّيَّتِي بِوَادٍ غَيْرِ ذِي زَرْعٍ عِنْدَ بَيْتِكَ الْمُحَرَّمِ رَبَّنَا لِيُقِيمُوا الصَّلَاةَ فَاجْعَلْ أَفْئِدَةً مِنَ النَّاسِ تَهْوِي إِلَيْهِمْ وَارْزُقْهُمْ مِنَ الثَّمَرَاتِ لَعَلَّهُمْ يَشْكُرُونَ ۝٣٧﴾ [إبراهيم:37]، وبعد أن نفذ الماء أخذت تبحث عنه في المكان، فذهبت إلى جبل الصفا فلم تجد أحدًا، وبعدها ذهبت إلى جبل المروة، ففعلت هكذا سبع مراتٍ -ولذلك كان السعي بين الصفا والمروة أحد أركان الحج والعمرة في الإسلام- وبعد ذلك أرسل الله مَلَكًا ففجر لهم عين زمزم، فأخذت تغرف من الماء حتى شربت، وبعدها استقرت وولدها النبي إسماعيل في مكة مع قبيلة تُسمى جُرْهُم جاءت إلى مكة بعد أن رأوا الطير يدور على الماء، فأدركوا وجود ماء في هذا المكان، واستقروا فيه.